# Géopélie de Maugé
Geopelia maugeus
Espèce
Statut de conservation UICN

 LC  : Préoccupation mineure
La Géopélie de Maugé (Geopelia maugeus ou Geopelia maugei) est une espèce de pigeon appartenant à la famille des Columbidae.

## Nomenclature
Son nom commémore le zoologiste René Maugé de Cely.

## Répartition
Cet oiseau vit à travers les petites îles de la Sonde en Indonésie.

## Systématique
Elle est étroitement liée à la Géopélie zébrée du sud de l'Asie et à la Géopélie placide d'Australie et de Nouvelle-Guinée.

## Habitat
Elle habite les broussailles, les champs et les lisières de forêts en plaine.

## Répartition
Elle se trouve sur les îles Sumbawa, Florès, Sumba, Timor, Tanimbar, Kei et d'autres îles plus petites.

## Description
Elle ressemble à la Géopélie zébrée, mais elle a une zone de peau nue jaune autour des yeux et des bandes noires et blanches qui s'étend de chaque côté de la poitrine et du ventre.